# Melinda Gainsford-Taylor
Melinda Maree Gainsford-Taylor (Narromine, 1º ottobre 1971) è un'ex velocista australiana.
In carriera è stata campionessa mondiale indoor dei 200 metri piani a Barcellona 1995.

## Record nazionali

### Seniores
- 200 metri piani: 22"23 ( Stoccarda, 13 luglio 1997)
- 200 metri piani indoor: 22"64 ( Barcellona, 10 marzo 1995 -  Barcellona, 11 marzo 1995)
- Staffetta 4×100 metri: 42"99 ( Pietersburg, 18 marzo 2000)  (Rachael Massey, Suzanne Broadrick, Jodi Lambert, Melinda Gainsford-Taylor)
- Staffetta 4×400 metri: 3'23"81 ( Sydney, 30 settembre 2000)  (Nova Peris-Kneebone, Tamsyn Lewis, Melinda Gainsford-Taylor, Cathy Freeman)

## Palmarès
| Anno | Manifestazione          | Sede         | Evento      | Risultato        | Prestazione | Note                                     |
| ---- | ----------------------- | ------------ | ----------- | ---------------- | ----------- | ---------------------------------------- |
| 1990 | Mondiali juniores       | Plovdiv      | 100 m piani | Semifinale       | 11"93       |                                          |
| 1990 | Mondiali juniores       | Plovdiv      | 200 m piani | Semifinale       | 23"89       |                                          |
| 1990 | Mondiali juniores       | Plovdiv      | 4×100 m     | 5ª               | 45"01       |                                          |
| 1992 | Giochi olimpici         | Barcellona   | 100 m piani | Quarti di finale | 11"67       |                                          |
| 1992 | Giochi olimpici         | Barcellona   | 200 m piani | Semifinale       | 23"03       |                                          |
| 1992 | Giochi olimpici         | Barcellona   | 4×100 m     | 6ª               | 43"77       |                                          |
| 1993 | Mondiali indoor         | Toronto      | 60 m piani  | Semifinale       | 7"43        |                                          |
| 1993 | Mondiali indoor         | Toronto      | 200 m piani | Argento          | 22"73       | Record oceaniano                         |
| 1993 | Mondiali                | Stoccarda    | 100 m piani | Semifinale       | 11"53       |                                          |
| 1994 | Giochi del Commonwealth | Victoria     | 100 m piani | 4ª               | 11"31       |                                          |
| 1994 | Giochi del Commonwealth | Victoria     | 200 m piani | Bronzo           | 22"68       |                                          |
| 1994 | Giochi del Commonwealth | Victoria     | 4×100 m     | Argento          | 43"43       |                                          |
| 1995 | Mondiali indoor         | Barcellona   | 200 m piani | Oro              | 22"64       | Record oceaniano                         |
| 1995 | Mondiali                | Göteborg     | 100 m piani | Semifinale       | 11"29       |                                          |
| 1995 | Mondiali                | Göteborg     | 200 m piani | Semifinale       | 22"61       |                                          |
| 1995 | Mondiali                | Göteborg     | 4×400 m     | Bronzo           | 3'25"88     |                                          |
| 1996 | Giochi olimpici         | Atlanta      | 200 m piani | Semifinale       | 22"76       |                                          |
| 1996 | Giochi olimpici         | Atlanta      | 4×400 m     | Batteria         | 3'33"78     |                                          |
| 1997 | Mondiali indoor         | Parigi       | 200 m piani | Semifinale       | dq          |                                          |
| 1997 | Mondiali                | Atene        | 100 m piani | Semifinale       | 11"35       |                                          |
| 1997 | Mondiali                | Atene        | 200 m piani | 7ª               | 22"73       |                                          |
| 1997 | Mondiali                | Atene        | 4×100 m     | Batteria         | 43"21       | Miglior prestazione personale stagionale |
| 1998 | Giochi del Commonwealth | Kuala Lumpur | 200 m piani | 4ª               | 23"04       |                                          |
| 2000 | Giochi olimpici         | Sydney       | 100 m piani | Semifinale       | 11"45       |                                          |
| 2000 | Giochi olimpici         | Sydney       | 200 m piani | 5ª               | 22"42       | Miglior prestazione personale stagionale |
| 2000 | Giochi olimpici         | Sydney       | 4×100 m     | Batteria         | dnf         |                                          |
| 2000 | Giochi olimpici         | Sydney       | 4×400 m     | 5ª               | 3'23"81     | Record oceaniano                         |

## Altre competizioni internazionali
1992
- 4ª in Coppa del mondo ( L'Avana), 100 m piani - 11"53
- 4ª in Coppa del mondo ( L'Avana), 200 m piani - 23"46

1994
- 4ª in Coppa del mondo ( Londra), 100 m piani - 11"55
- Bronzo in Coppa del mondo ( Londra), 4×100 m - 43"36

1995
- 5ª alla Grand Prix Final ( Monaco), 200 m piani - 22"83

1997
- Bronzo alla Grand Prix Final ( Fukuoka), 200 m piani - 22"43